# KG Studio (gravadora)
Predefinição:Infobox record label
KG Studio (também conhecida como KG Network) é uma gravadora independente brasileira e coletivo criativo que atua nos gêneros rap, trap e pop alternativo. A gravadora recebeu reconhecimento da ABMI, conquistando dois discos de ouro por lançamentos digitais.

## História
A KG Studio foi fundada com o objetivo de colaborar com artistas da cena urbana brasileira. Desde os primeiros anos de atividade, utilizou plataformas digitais como YouTube, Spotify, Groover e Twitch para promover seus trabalhos.
Em 2020, a gravadora participou do lançamento do single Sonhos, do artista VMZ, com a participação de Matuê.

## Artistas associados
- VMZ
- MC Choice
- Sayu[4][5]
- Outros artistas independentes da cena rap e pop brasileira

## Atividades
A KG Studio atua em diversas frentes, incluindo:
- Produção musical e gravação
- Distribuição em plataformas de streaming
- Promoção de artistas
- Campanhas digitais e parcerias com influenciadores musicais[6]

## Esports
Sob a marca KG Network, a gravadora também está presente nos esportes eletrônicos, com equipes em competições de Counter-Strike: Global Offensive e Valorant em nível nacional e internacional.